# Gregory Doran
Sir Gregory „Greg“ Doran (geboren 24. November 1958 in Huddersfield, West Yorkshire) ist ein britischer Schauspieler und Theaterregisseur. Seit 2012 ist er Intendant der Royal Shakespeare Company, für die er seit 1987 als Schauspieler und seit 1989 als Regisseur tätig ist.

## Leben
Greg Doran wuchs in Lancashire auf und besuchte das Preston Catholic College. An der Universität Bristol studierte er Englisch und Theater und erhielt danach eine professionelle Schauspielausbildung an der Bristol Old Vic Theatre School. Seine Theaterkarriere begann er am Playhouse in Nottingham. 1987 erhielt er ein Engagement als Schauspieler bei der Royal Shakespeare Company, 1989 begann er dort seine Tätigkeit als Regieassistent. 1992 war er erstmals als alleiniger Regisseur für ein Stück verantwortlich, 1996 inszenierte er mit All Is True sein erstes Shakespeare-Stück bei der RSC. Seither hat Doran über die Hälfte der existierenden Shakespeare-Stücke mit der RSC realisiert. 2012 wurde Doran zum Nachfolger des RSC-Intendanten Michael Boyds ernannt und übernahm ab 2014 auch die künstlerische Leitung.
Doran hat bei der RSC und an anderen Häusern auch Gegenwartsdramatiker aufgeführt, so 2012 David Edgars Written on the Heart. 2015 inszenierte er Tod eines Handlungsreisenden zur Saisoneröffnung an Shakespeares Geburtstag in Stratford und brach so mit einem Brauch der Shakespeare-Gemeinde. 1995 führte er in Johannesburg Regie bei Titus Andronicus, in welchem sein Ehemann Antony „Tony“ Sher die Titelrolle spielte. Die Produktion sollte ein Projekt zur Unterstützung eines südafrikanischen Theaterensembles (The Market) sein. Der gebürtige Südafrikaner Sher, der während der Apartheid nach England ausgewandert war, legte Wert darauf, dem Stück eine politisch-kritische Komponente zu verleihen. Dies sorgte für einige Kontroversen in Mandelas junger Demokratie, die Debatte ist Gegenstand des von Sher und Doran veröffentlichten Buches Woza Shakespeare!.
2003 erhielt er den Laurence Olivier Award. Im Juli 2011 wurde er Ehrendoktor der Universität Bristol, die gleiche Ehrung wurde ihm bislang auch von den Universitäten Nottingham, Warwick, Huddersfield und Birmingham zuteil. Im Studienjahr 2012–13 nahm Doran die angebotene Humanitas-Gastprofessur der Oxford-Universität an (Fachbereich Schauspiel).
Bei seinem Eintritt in die Royal Shakespeare Company lernte er Antony Sher kennen, mit dem er seither vielfach zusammenarbeitete. Seit 1987 sind sie liiert, nach der Einführung der Eingetragenen Partnerschaft (civil partnership) im Jahr 2005 waren sie eines der ersten Paare, die Gebrauch von der neuen Regelung machten. Am 10. Jahrestag dieses Bündnisses und nach 28 Jahren Beziehung heirateten die beiden schließlich am 21. Dezember 2015.

## Publikationen (Auswahl)
- Antony Sher; Gregory Doran: Woza Shakespeare! : Titus Andronicus in South Africa, Verlag: London : Methuen Drama, 1996
- Gregory Doran; David Wallace; Rebecca Dobbs; Gerry Branigan; Peter Harvey: In search of Shakespeare, Maya International Vision,  Distributed by PBS Home Video : PBS DVD Video, 2003
- Cardenio : Shakespeare's 'lost play' re-imagined, London : Nick Hern Books, 2011